# Chicken guys
「Chicken guys」（チキン・ガイズ）は、日本の歌手グループ、野猿の8枚目のシングル。2000年5月31日発売。

## 解説
- フジテレビ系『とんねるずのみなさんのおかげでした』エンディングテーマ。明治生命（現明治安田生命）「ライフアカウントL.A.」CMソング。
- PVは、香港で撮影された。意図的に映像を横に乱している映像が多い。
- PV及びシングルジャケットの衣装は、空模様のスーツ上下。
- これまでよりダンスの難易度が高くなり、SAMのスタッフのテストダンスでも「プロが踊り終わって肩で息をしてる」と言われた程だったが、PVなどではきちんと踊りきっている。
- 通常はボーカル4人だが、今作ではダンサーの飯塚生臣と星野教昭もボーカルを担当している。
- NHK紅白歌合戦に2度目の出場を果たした。オリンピックイヤーという事で、ボーカルチームが長嶋茂雄、ダンサーチームが高橋尚子（半田のみ田村亮子）のコスプレで登場した(コスプレの対象となった人物は、審査員として会場で観覧していた)。石橋貴明は紅白で初めて服を着て出場する形になった。

## 収録曲
1. Chicken guys
作詞：秋元康、作曲・編曲：後藤次利
ベストアルバム「撤収」に収録
2. Money
作詞：秋元康、作曲・編曲：後藤次利
3. Last Love
作詞：秋元康、作曲・編曲：後藤次利
ボーカルの割り当てが通常と異なり、石橋＆神波、木梨＆平山となっている
4. Chicken guys -original karaoke-
5. Money -original karaoke-
6. Last Love -original karaoke-